# Hydroxyde de cobalt(III)
L'hydroxyde de cobalt(III) ou hydroxyde cobaltique est un composé chimique de formule Co(OH)3 ou H3CoO3. C'est un composé ionique, avec des cations cobalt trivalents Co3+ et des anions hydroxyle OH-.  
Le composé est connu sous deux formes structurellement différentes, "noire brunâtre" et "verte".  La forme noire brunâtre est un solide stable et peut être préparée par la réaction de solutions aqueuses de chlorure de cobalt(II) et d'hydroxyde de sodium, suivie d'une oxydation à l'ozone.
La forme verte, que l'on croyait autrefois être du peroxyde de cobalt(II), nécessite apparemment du dioxyde de carbone comme catalyseur. Elle peut être préparée en ajoutant du peroxyde d'hydrogène à une solution de chlorure de cobalt(II) dans de l'éthanol à 96 % entre –30 et –35°C, pui en ajoutant une solution à 15 % de carbonate de sodium dans l'eau en agitant intensément. La poudre vert foncé résultante est assez stable à la température de l'azote liquide, mais à température ambiante, elle devient brun foncé en quelques jours.

## Occurrence naturelle
En 2020, l'hydroxyde de cobalt(III) est inconnu parmi les espèces minérales répertoriées. Cependant, l'oxyhydroxyde hétérogénite, CoO(OH), est connue,.